# Idro (mitologia)
Nella mitologia greca, e in particolare nell'orfismo, Idro (Ὕδρος Hýdros) era il dio primordiale dell'acqua, nello stesso modo in cui Tesi era la dea primordiale della creazione. Secondo la teogonia orfica non aveva genitori, ma era emerso all'inizio dell'universo.
In alcune teogonie Idro è essenzialmente identico a Oceano, il fiume che circonda la Terra, proprio come Tesi rispetto a Teti. 